# Declaración de Vilna
La Declaración de Vilna fue una declaración adoptada por la Organización para la Seguridad y la Cooperación en Europa (OSCE) durante el 18º período de sesiones anuales de su asamblea parlamentaria, que tuvo lugar en Vilna del 29 de junio al 3 de julio de 2009.
La declaración contenía 28 resoluciones que abordaban una serie de cuestiones, entre ellas "... el fortalecimiento de la OSCE, la observación de elecciones, la Seguridad alimentaria en el área de la OSCE, la crisis financiera mundial y las consecuencias sociales de esa crisis, Irán , Afganistán, derechos humanos y libertades civiles, control de armas y desarme en Europa, migración laboral en Asia Central, seguridad energética, cambio climático, gestión del agua, libertad de expresión en Internet y una moratoria sobre la pena de muerte". Su condena del totalitarismo y su apoyo al Día Europeo de Conmemoración de las Víctimas del Estalinismo y el Nazismo provocó protestas de Rusia y la atención de los medios internacionales.

## Condena del totalitarismo
Su resolución sobre "Europa reunida: promoción de los derechos humanos y las libertades civiles en la región de la OSCE en el siglo XXI" destaca por su condena del totalitarismo. La resolución establece que "en el siglo XX los países europeos experimentaron dos importantes regímenes totalitarios, nazi y estalinista, que provocaron genocidio, violaciones de los derechos humanos y las libertades, crímenes de guerra y crímenes de lesa humanidad", insta a todos los miembros de la OSCE a adoptar un oponerse a todo gobierno totalitario, sea cual sea su trasfondo ideológico, "condena" la glorificación de los regímenes totalitarios, incluida la celebración de manifestaciones públicas glorificando el pasado nazi o estalinista ", y expresa su apoyo al Día Europeo de Conmemoración de las Víctimas del Estalinismo y el Nazismo, que fue proclamado por el Parlamento Europeo en 2008.
La resolución fue criticada por Rusia, ya que Iósif Stalin "sigue siendo un héroe para muchos rusos". La delegación rusa intentó, pero no logró que se retirara la resolución. De los 213 delegados presentes de 50 países, 201 apoyaron la resolución, 8 votaron en contra y 4 se abstuvieron.